# Ден Акројд
Данијел Едвард Акројд (енгл. Daniel Edward Aykroyd) је канадски глумац, рођен 1. јула 1952, у Отави. Најпознатији је по улози у филму Браћа Блуз, као и Истеривачи духова.
1990. године је номинован за Оскара за најбољег споредног глумца, у филму Возећи госпођицу Дејзи.
Глумио је и у филмовима Перл Харбор, Истеривачи духова 2, Истеривачи духова: Наслеђе, Истеривачи духова: Ледена претња и Индијана Џоунс и уклети храм, поред многих.